# Martin Geisz
Martin Geisz (* 1948) ist ein deutscher Pädagoge und Schriftsteller.

## Leben
Er studierte Philosophie, Politik, Theologie und Pädagogik in Frankfurt und Tübingen – Berufstätigkeit: Hessischer Schuldienst an der Philipp-Reis-Schule (Friedrichsdorf), in der Lehrerfortbildung und als Online-Redakteur beim Hessischen Bildungsserver (2022/2023 für Bildung für eine Nachhaltige Entwicklung (BNE), Philosophie, Ethik und Religion).
Gleichzeitig ist er Autor von Sachbüchern und Unterrichtsmaterialien. 2010 wurde Martin Geisz das Verdienstkreuz am Bande des Verdienstordens der Bundesrepublik Deutschland verliehen.
Besondere Arbeitsschwerpunkte sind der pädagogische Ansatz „Globales Lernen“ und die „Einbeziehung von Internet und seinen interaktiven Möglichkeiten (Neue Medien)“ in die Bildungsarbeit – dies spiegelt sich in den Veröffentlichungen und den Beiträgen zur aktuellen und grundsätzlichen Debatte. Weitere Arbeitsschwerpunkte sind „Philosophie-lernen“ als schulisches Aufgabenfeld sowie das Themenfeld „Weltkulturerbe“.
Seit 2013 ist in diesem Zusammenhang das Thema „Kulturerbe Harmonium“ ein neuer Schwerpunkt.
Das Engagement in diesen Arbeitsschwerpunkten führte u. a. zur Mitarbeit am „Orientierungsrahmen für den Lernbereich Globale Entwicklung“ der Deutschen Kultusministerkonferenz (2007 und 2015) besonders für den Fachbereich Ethik – Religion sowie in der Neubearbeitung 2015 als Autor des Kapitels „Schulische Rahmenbedingungen und pädagogisch – didaktische Herausforderungen“. In diesem Plan werden die Grundlagen für die Verankerung der Thematik in den Schulen gelegt.

## Veröffentlichungen (Auswahl)

### Bücher, Buchbeiträge

#### Schwerpunkt: Kulturerbe Harmonium (Musikwissenschaft)
- Martin Geisz: Kompositionen für Gottesdienste „pour harmonium ou orgue“ : Louis Vierne, Alexandre Guilmant, Camille Saint Saens, Cécile Chaminade, Mélanie Bonis – Komponistinnen und Komponisten aus Paris (Notre Dame/La Madelaine). Rosbach/Berlin 2025. ISBN 978-3-8187-7469-1
- Martin Geisz: Jean Langlais: Orgelkompositionen für Gottesdienste aus Ste. Clotilde in Paris. Berlin 2024.  ISBN 978-3-7584-6729-5
- Martin Geisz: César Franck und Charles Tournemire: Kompositionen für Sonntagsgottesdienst und Vesper aus Ste. Clotilde in Paris. Berlin 2023. 104 Seiten, ISBN 978-3-7575-3888-0.
- Musik für Sonntagsgottesdienst und Vesper aus Frankreich (19. und 20. Jahrhundert): … pour Harmonium, pour orgue-Harmonium , pour Orgue - expressiv, pour orgue ou harmonium , pour orgue …. Berlin 2022, ISBN 978-3-7549-5963-3.
- Liturgie – Gesang und Instrumentalmusik : Elemente musikalischer Gottesdienstgestaltung (Gregorianischer Choral, Kirchenlied und Gemeindegesang, Instrumentalmusik im Gottesdienst, geistliche sinfonische Kompositionen) – Eine Einführung. Dr. Kovac Verlag. Hamburg 2021, ISBN 978-3-339-12278-0.
- Kompositionen für den Gottesdienst für Landorganisten für Orgel und Harmonium von 1850 bis 1950. Wissenschaftlicher Verlag Berlin. Berlin 2020, ISBN 978-3-96138-175-3.
- Das Harmonium mehr als ein Orgelersatz. 5 Folgen in Musica sacra Heft 1–5 2018.
- Harmonium–Instrumente in Synagogen. Wissenschaftlicher Verlag Berlin. Berlin 2018, ISBN 978-3-96138-076-3.
- Harmonium – ein Instrument in Missionsstationen Ein kurzer Seitenblick in die Missionsgeschichte zwischen Kolonialisierung, missionarischer Verkündigung und Inkulturation. Wissenschaftlicher Verlag Berlin. Berlin 2018, ISBN 978-3-96138-046-6.
- Kulturerbe Harmonium. Wissenschaftlicher Verlag Berlin. Berlin 2016, ISBN 978-3-86573-959-9.
- „Pour orgue ou harmonium“. Kleinere Kompositionen französischer Komponisten in: Ars Organi, ISSN 0004-2919, 2/2015 S. 98–105.
- Musik im Gottesdienst „Pour orgue ou harmonium“. Berlin 2015, ISBN 978-3-7375-1766-9.
- Das Harmonium in Synagogen. Wissenschaftlicher Verlag Berlin 2018, ISBN 978-3-96138-076-3.
- Musik für Orgel in der Synagoge. Ars Organi 66, 2018, S. 26–29.

#### Schwerpunkt „Globales Lernen“
- Information - Reflexion - Diskussion / Bildung für Nachhaltige Entwicklung . Buchrezensionen 2023-2024. ISBN 978-3-759896-02-5
- Fake News aufklären? Bildung für eine Nachhaltige Entwicklung - Buchrezensionen 2022-2023. epubli. Berlin 2023, ISBN 978-3-7575-7139-9

- Bildung für Nachhaltige Entwicklung - Perspektive wechseln, Erkennen, Bewerten - Buchrezensionen 2020–2021 - Berlin 2021, ISBN 978-3-7541-5942-2.
- Gerechtigkeit für alle? Weltweit? : Unterrichtszugänge für die Fächergruppe Religion, Ethik und Philosophie (Klasse 9/10) – „Bildung für eine Nachhaltige Entwicklung“ / Berlin 2021, ISBN 978-3-7531-7689-5.
- Bildung für Nachhaltige Entwicklung – Kompetenz Informationsbeschaffung und Recherche. Wissenschaftlicher Verlag. Berlin 2020, ISBN 978-3-96138-210-1.
- Globales Lernen: Flüchtlinge. Buchverlag Kempen, Kempen 2016, ISBN 978-3-86740-738-0.
- Ethik: Kinderrechte. Buchverlag Kempen, 2. Auflage Kempen 2016, ISBN 978-3-86740-458-7.
- Buchrezensionen: Impulse für Globales Lernen und Philosophie – lernen. Berlin 2016, ISBN 978-3-7375-3540-3.
- Philosophie und Ethik. Schüler begegnen Philosophen. Buchverlag Kempen, Kempen 2012, ISBN 978-3-86740-274-3.
- Was bietet der Orientierungsrahmen Globale Entwicklung für den Schulalltag? aus der Praxis für die Praxis. In: EPN – Hessen (Hrsg.): Globales Lernen in Hessen. Frankfurt 2011.
- Internationale Politik I: Sicherheit und Frieden. Wochenschau-Verlag, Schwalbach 2010, ISBN 978-3-89974-594-8.
- Weltweite Ungerechtigkeiten als ethische Herausforderung. In: Brot für die Welt, Welthungerhilfe, Misereor, Kindernothilfe, Welthaus Bielefeld (Hrsg.): Entwicklung anders lernen. Unterrichtsmaterialien zum Globalen Lernen in der Sekundarstufe. Peter Hammer Verlag, 2009.
- Internet leicht gelernt. AOL Verlag, Lichtenau 2001.
- Unsere Welt online. Globales Lernen mit dem Internet. Verlag an der Ruhr, 1999.
- Internet praktisch im Unterricht. Verlag an der Ruhr, 2001.
- Lernen im Internet: der Internet-Führerschein mit der Lizenz zum Surfen. Lichtenau 2000, ISBN 3-89111-817-1.
- Die ganze Welt im Klassenzimmer? Internet: Globalisierung – Schule – globales Lernen; Arbeitshilfe zum Lernen mit dem Bildungsserver Hessen. Hessisches Landesinstitut für Pädagogik, HeLP, Wiesbaden. Herausgeber: Hessisches Landesinstitut für Pädagogik (HeLP), Dezernat Publikationsmanagement, ISBN 3-88327-503-4.
- Solidarisch leben lernen e.V. (Hrsg.): Praxisbuch Globales Lernen. Brandes & Apsel, Frankfurt 2002, ISBN 3-86099-235-X.
- In zehn Mausklicks um die Erde. (Lernzirkel) Buchverlag Kempen, Kempen 2003, ISBN 3-932519-10-8.
- CD-ROM – DVD: Medien für weltoffenes Lernen? Herausgegeben vom Verein zur Förderung der Entwicklungspolitischen Publizistik e.V. Dritte-Welt-Information; 2004, 4/5
- Philosophie und Ethik. Schüler begegnen Philosophen. Buchverlag Kempen, Kempen 2005, ISBN 3-936577-46-3.
- Lernzirkel Afrika. Buchverlag Kempen, Kempen 2000, ISBN 3-932519-09-4.
- 500 Jahre Kolonialismus und Widerstand – Feiern oder verzweifeln? Mülheim an der Ruhr 1991, ISBN 3-86072-031-7.
- Erste, Zweite, Dritte Welt – eine Welt? Frankfurt 1990, ISBN 3-425-03253-4.

#### Schwerpunkt Philosophie-lernen
- Philosophie und Ethik. Schüler begegnen Philosophen. Buchverlag Kempen, Kempen 2005, ISBN 3-936577-46-3.
- Ethik: Kinderrechte. Buchverlag Kempen, 2. Auflage Kempen 2016, ISBN 978-3-86740-458-7
- Buchrezensionen: Impulse für Globales Lernen und Philosophie – lernen. Berlin 2016, ISBN 978-3-7375-3540-3

### Online-Veröffentlichungen
- Jean Langlais, Kompositionen für Musik im Gottesdienst für Harmonium
- Charles Arnould Tournemire (1870–1939) – Werke für Harmonium (PDF; 3,4 MB)
- César Franck (1822–1890) Kompositionen für Harmonium (PDF; 2,5 MB)
- Harmonium – Instrumente in Synagogen – Musik für Harmonium in Synagogen. (PDF) Mettlach: Arbeitskreis Harmonium in der GdO, November 2015
- Harmonium – Kompositionen für den Gottesdienst für das Harmonium. (PDF) Mettlach: Arbeitskreis Harmonium in der GdO, November 2019
- Jubiläumsjahr 2014: Wege zum Frieden. Online-Unterrichtseinheit. Lehrer-Online 2014.
- Event und Proteste. Fußball WM 2014. Online – Unterrichtseinheit. Lehrer-Online. April 2014.
- Wasser – lokal und global. Online-Unterrichtseinheit. Lehrer-Online März 2013
- Biobasierte Wirtschaft: Neue Produkte aus Natur gemacht Online-Unterrichtseinheit Lehrer-Online November 2013
- UNICEF-Arbeitshilfe „Wasser“. (PDF) Köln 2013.
- Montagsdemonstrationen 1989 in der DDR. Online-Unterrichtseinheit. Lehrer-Online Juli 2012
- Der Bau der Berliner Mauer im August 1961. Online-Unterrichtseinheit. Lehrer-Online August 2011
- Gerechtigkeit? Maßstab für die Entwicklung der Welt. Online-Unterrichtseinheit. Lehrer-Online 2010.